# Абтсгмюнд
Абтсгмюнд (нім. Abtsgmünd) — громада в Німеччині, в землі Баден-Вюртемберг. 
Підпорядковується адміністративному округу Штутгарт. Входить до складу району Східний Альб. Населення становить 7392 людини (на 31 грудня 2010 року). Займає площу 71,6 км². Офіційний код — 08 1 36 002. 